# あッ!晴れテレビ
『あッ!晴れテレビ』（あっ!ぱれテレビ）は、1998年10月5日から2004年3月26日までの6年間、ミヤギテレビで平日朝に放送されていたローカルワイド番組（朝の情報番組）。宮城県の朝のローカル帯番組としては初の番組で、エポック的な存在。ローカルの天気を何度も流し、ローカルの交通情報を何度も更新し、大雪や台風時には休校情報なども放送した。放送回数は1,391回。

## 概要
放送開始時は、5:54 - 7:00（JST）に放送していたが、2001年10月1日、『ズームイン!!SUPER』の放送開始に伴い、5:30 - 6:30（JST）に繰り上がった。番組序盤の朝刊記事紹介コーナーでは前夜の『きょうの出来事』の映像を、またスポーツコーナーでも前夜の『スポーツMAX』の映像をよく使用していた。 
総合司会は夕方の『OH!バンデス』に出演していた渡辺勝彦と青山縁アナウンサー。お天気キャスターは櫻田彩子で、ミヤギテレビ前で天気を伝えていた。尚、櫻田はその後『OH!バンデス』で仙台駅前で天気を伝えている。その後青山がミヤギテレビを辞め番組を降板すると、元山形放送アナウンサーの藤村径子、さらに菅原美和が司会をつとめた。
当時から人気があった『OH!バンデス』の兄弟番組ともいえる。『OH!バンデス』にバンデス記者がいるように、この番組にはあッ!晴れ隊というリポーターがいた。その中で、はすみ奈緒（当時は本名の羽角奈緒として出演）は数多く出演していた。
番組キャラクターとしてあッ!晴れ君がいた。後期はあッ!晴れ姫、じいが追加。天気予報を伝えるときや、CMの前にはその日の天気を伝える手段としても使われていた（あッ!晴れ姫・じいの登場後は、晴れがあッ!晴れ君、曇りがあッ!晴れ姫、雨がじい）。また、番組の最後で発表される、あッ!晴れ占いにも登場した。
視聴率や番組内容は悪くなかったものの、スポンサーが思ったよりつかなかったことと、同局の夕方ワイド『OH!バンデス』の番組拡大に伴うスタッフの流出により2004年春で番組は終了となった。番組終了後、渡辺・櫻田・はすみは2004年5月31日以降、『OH!バンデス』に出演している。
年末年始（12月29日 - 1月3日）は番組を休止。年末は2000年度までは『ジパングあさ6』、2001年度以降は『ズームイン!!SUPER・第1部』をそれぞれ臨時ネットした（但し関東ローカルの天気予報は自社発の県内天気予報に差し替え）。

## 放送時間の変遷
| 期間      | 期間      | 放送時間（JST）                 | 備考                                                                         |
| --------- | --------- | ------------------------------- | ---------------------------------------------------------------------------- |
| 1998.10.5 | 2001.9.28 | 月曜 - 金曜 5:54 - 7:00（66分） |                                                                              |
| 2001.10.1 | 2004.3.26 | 月曜 - 金曜 5:30 - 6:30（60分） | 『ズームイン!!SUPER（番組終了、現在はZIP!）』開始により、24分繰上・6分縮小。 |

## 出演者

### 総合司会
| 期間      | 期間      | 男性     | 女性     |
| --------- | --------- | -------- | -------- |
| 1998.10.5 | 2000.2.25 | 渡辺勝彦 | 青山縁   |
| 2000.2.28 | 2002.9.27 | 渡辺勝彦 | 藤村径子 |
| 2002.9.30 | 2004.3.26 | 渡辺勝彦 | 菅原美和 |

補足
- 青山は出演当時、ミヤギテレビアナウンサー。

### コーナー出演者
- 吾妻秀謙（ミヤギテレビアナウンサー、ニュース担当）
- 櫻田彩子（天気予報担当）
- はすみ奈緒（レポーター担当）

ほか

## 主なコーナー
- 突撃!あッ!晴れ隊
- あッ!晴れバースデー
- あッ!晴れランチの店
- あッ!晴れベスト5
- あッ!晴れ情報
- あッ!晴れベガルタ
- あッ!晴れプレゼント
- あッ!晴れ川柳
- あッ!晴れランキング
- 素朴な疑問～そぼぎ!～
- 朝刊チェック
- 芸能ストリート
- 今日はコンナ日
- 今が旬!
- おはよう!もうイッピン
- 達人に聞け!
- ナベのスポーツニュース
- 芸能ニュース
- あッ!晴れ占い（濱田規誉による占い）
- 彩子のおちゃウケ!
- テレビ視聴率ランキング
- 早起き!ビデオ倶楽部
- ワクワク!DVD倶楽部
- NNNニュースジパング→NNNニュースSUPER（両者ともNNN全国ニュース）

## 年末年始以外に番組が休止になった日
- 2001年9月12日 - 前日（9月11日）、アメリカ同時多発テロ事件が起きたため番組を休止して『NNN報道特別番組』をネットした。
- 2001年10月8日 - 前日（10月7日）、アフガニスタン戦争が起きたため番組を休止して『ズームイン!!SUPER』を3時間、NNN報道特番扱いとしてネットした。
- 2001年11月13日 - 前日（11月12日）、アメリカン航空機墜落事故が起きたため番組を休止して『ズームイン!!』を3時間、NNN報道特番扱いとしてネットした。
- 2003年3月21日 - 前日（3月20日）、イラク戦争が起きたため番組を休止して『ズームイン!!』を3時間、NNN報道特番扱いとしてネットした。
- 2003年8月8日 - 当日は仙台七夕まつり最終日のため番組を休止して『ズームイン!!』を3時間、夏特番扱いとしてネットした。
- 2003年9月26日 - 当日の『ニュース朝いち430（現：Oha!4 NEWS LIVE）』放送中に十勝沖地震が起きたため番組を休止して、『ズームイン!!』を3時間、NNN報道特番扱いとしてネットした。

## 備考
- 本番組によく似たタイトルの新春特番『平成あっぱれテレビ』とは無関係。
- 本番組初日は通常のコーナーを予定通りに放送したが、前日（1998年10月4日）に起きた和歌山毒入りカレー事件の容疑者逮捕のニュースを中心に放送した。

| ミヤギテレビ 月曜 - 金曜 5:54 - 7:00枠                    | ミヤギテレビ 月曜 - 金曜 5:54 - 7:00枠 | ミヤギテレビ 月曜 - 金曜 5:54 - 7:00枠   |
| 前番組                                                    | 番組名                                 | 次番組                                   |
| --------------------------------------------------------- | -------------------------------------- | ---------------------------------------- |
| おはよう天気 （5:54 - 5:59）ジパングあさ6 （5:59 - 7:00） | あッ!晴れテレビ                        | ズームイン!!SUPER                        |
| ミヤギテレビ 月曜 - 金曜 5:30 - 6:30枠                    |                                        |                                          |
| 歌う天気予報 （放送終了後のフィラー放送）                 | あッ!晴れテレビ                        | ズームイン!!SUPER                        |
| ミヤギテレビ 平日朝のローカルワイド番組                   |                                        |                                          |
| （枠設立前につきなし）                                    | あッ!晴れテレビ                        | （廃枠）                                 |
| ミヤギテレビ 平日朝のミヤギテレビニュース                 |                                        |                                          |
| ジパングあさ6 （宮城ローカルパート）                      | あッ!晴れテレビ                        | ズームイン!!SUPER （宮城ローカルパート） |